# Rick Danko
Richard Clare Danko (Green's Corners, Ontario, Canadá; 29 de diciembre de 1942-Marbletown, Nueva York; 10 de diciembre de 1999), más conocido como Rick Danko, fue un músico y cantante canadiense, más conocido por su trabajo con The Band.

## Biografía

### Infancia y comienzos musicales (1943–1960)
Tercero de cuatro hijos, Rick Danko nació en Norfolk County, Ontario, una comunidad agrícola a las afueras de Simcoe y en el seno de una familia con ascendencia ucraniana. Al igual que sus futuros compañeros de grupo, creció con la influencia de la radio familiar, a través de la cual escuchaba música country y R&B. Sus primeros héroes musicales fueron Hank Williams y Sam Cooke. También estuvo influido por la música de su hermana mayor, Maurice "Junior" Danko. Después de entrar en el primer grado de la escuela, comenzó a tocar un banjo tenor de cuatro cuerdas.
Con doce años, formó The Rick Danko Band, y con catorce años abandonó la escuela. Con diecisiete años, actuó como telonero de Ronnie Hawkins, un cantante de rockabilly cuyo grupo, The Hawks, estaba considerado uno de los mejores en el circuito local de Canadá. En 1961, tocó el bajo acústico en el álbum de Lenny Breau The Hallmark Sessions Art of Life.  

### The Hawks (1960–1964)
Ronnie Hawkins invitó a Danko a unirse a The Hawks (donde conoció a Robbie Robertson) como guitarrista rítmico. Durante esta época, Rebel Paine, bajista del grupo, fue expulsado. En septiembre de 1960, pasó a ser el bajista del grupo, usando un bajo Fender VI de seis cuerdas antes de comenzar a tocar un bajo Fender Jazz.
Poco tiempo después, Richard Manuel y Garth Hudson entraron a formar parte de The Hawks, quien continuó tocando con Hawkins hasta mediados de 1963. Una disputa entre Danko y Hawkins propició que el grupo comenzase una carrera en solitario, quedando en buenos términos con Hawkins. Anteriormente, el grupo había planeado dejar a Hawkins para emprender su propia carrera sin necesidad de un solista, como un grupo de miembros iguales.

### Pre-The Band (1964–1968)
Danko y sus compañeros de The Hawks tocaron en un principio con el nombre de Levon Helm Sextet, con la incorporación del saxofonista Jerry Penfound. Poco después, una vez que Penfound abandonó la formación, pasaron a llamarse The Canadian Squires, antes de conocerse finalmente como Levon and The Hawks. Tocando en un circuito de locales entre Ontario y Arkansas, Levon & The Hawks llegaron a ser conocidos como «la mejor maldita banda de bar en la tierra».
En 1965, después de grabar dos sencillos con el nombre de Canadian Squires, conocieron al cantante de blues Sonny Boy Williamson II, con quien planearon colaborar tan pronto como regresara a Chicago. Desafortunadamente, Williamson falleció dos meses después del encuentro. 
Poco después, Bob Dylan contactó con The Hawks, que pasó a convertirse en su grupo de apoyo. Sin embargo, la naturaleza de la gira de Dylan, que pasó de tocar folk a rock con escaso apoyo del público, pasó factura a Helm, que abandonó el grupo en noviembre de 1965. Hasta mayo de 1966, el grupo, con la incorporación de Mickey Jones, viajó a través de Estados Unidos, Australia y Europa, tocando nuevas versiones de los clásicos de Dylan. Después del último concierto en Inglaterra, Dylan se retiró a su nuevo hogar de Woodstock (Nueva York).

### The Band (1968–1977)

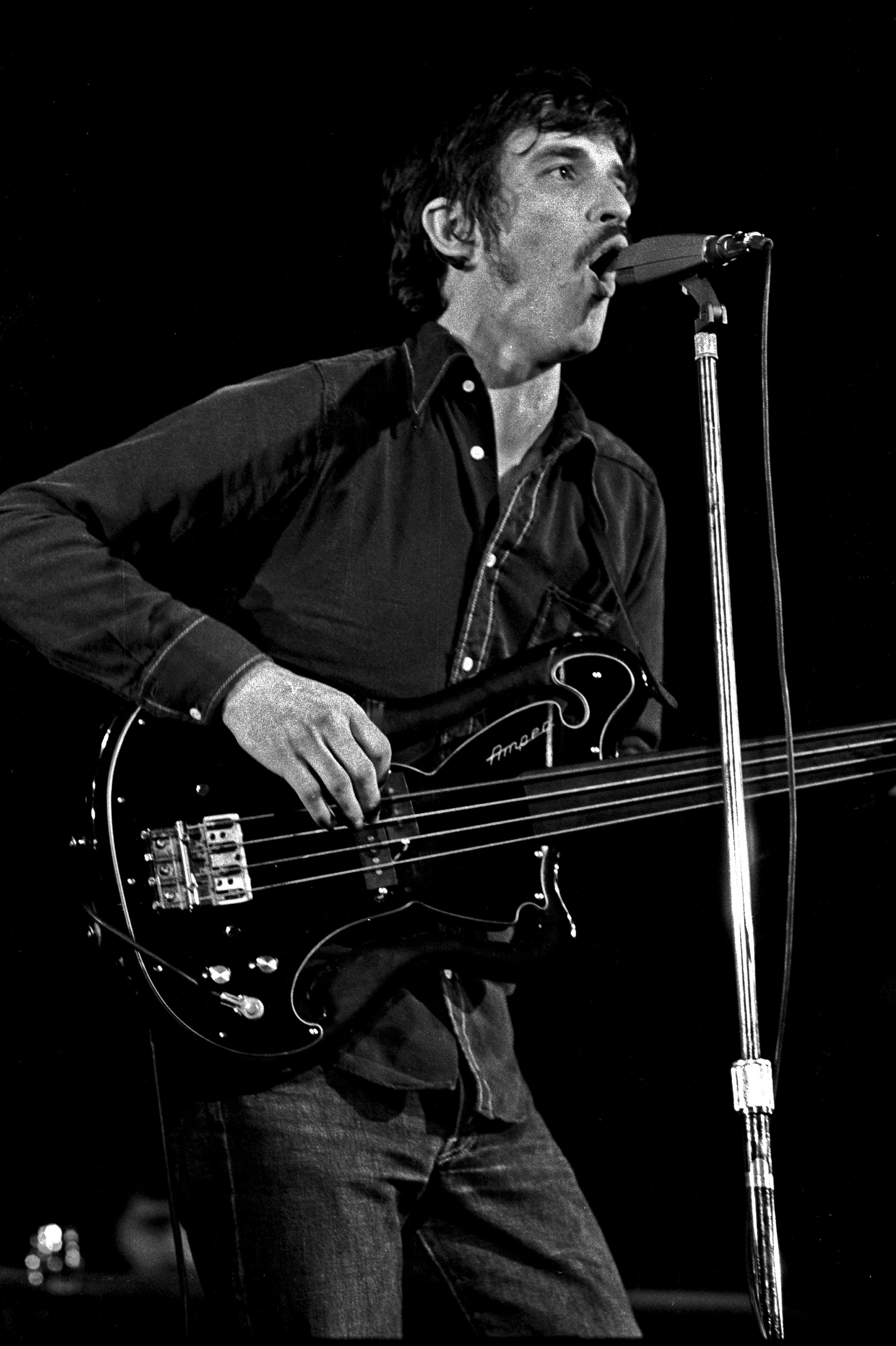
Danko tocando con The Band en Hamburgo en 1971.

Fue Danko quien encontró «Big Pink», una casa en Parnassus Lane en Saugerties (Nueva York) a la que se trasladó con Garth Hudson y Richard Manuel. Las sesiones musicales de The Band con Bob Dylan tuvieron lugar en el sótano de «Big Pink», entre junio y octubre de 1967, durante las cuales grabaron más de un centenar de demos en distintos estadios de finalización. Parte de las grabaciones fueron recopiladas años después en The Basement Tapes. En octubre, con Levon Helm de regreso, The Hawks comenzaron a grabar demos de su primer álbum. Su representante, Albert Grossman, les consiguió un contrato de grabación con Capitol Records a finales de 1967.Hoskyns, 1993, p. 143
Entre enero y marzo de 1968, The Band grabó Music from Big Pink, su álbum debut, en estudios de grabación de Nueva York y Los Ángeles. Danko fue la voz principal en tres canciones de Music from Big Pink: «Caledonia Mission», «Long Black Veil» y «This Wheel's on Fire», coescrita entre Danko y Dylan. Antes de que The Band saliese de gira, Danko resultó gravemente herido en un accidente de tráfico, en el cual sufrió fractura de varias vértebras. Finalmente, The Band debutó en concierto en el Winterland de San Francisco en abril de 1969.
Para entonces, el grupo había comenzado a grabar The Band, su segundo y epónimo álbum. En el disco, conocido popularmente como The Brown Album, Danko fue el vocalista principal de varias canciones, incluyendo las baladas «When You Awake» y «Unfaithful Servant». 
Los trabajos de The Band fueron definidos por el estilo personal de cada miembro del grupo: el trabajo de Robertson a la guitarra y como compositor, la batería y la voz sureña de Helm, la voz de Manuel, parecida a la de Ray Charles; y los arreglos de Hudson con diferentes instrumentos musicales. En el caso de Danko, su icónica voz de tenor y su melódico y percusivo estilo de tocar el bajo formaron parte integral del sonido del grupo. En una entrevista con Guitar Player, Danko citó a los bajistas James Jamerson, Ron Carter, Edgar Willis y Chuck Rainey como principales influencias musicales. 

### Últimos años (1977–1999)

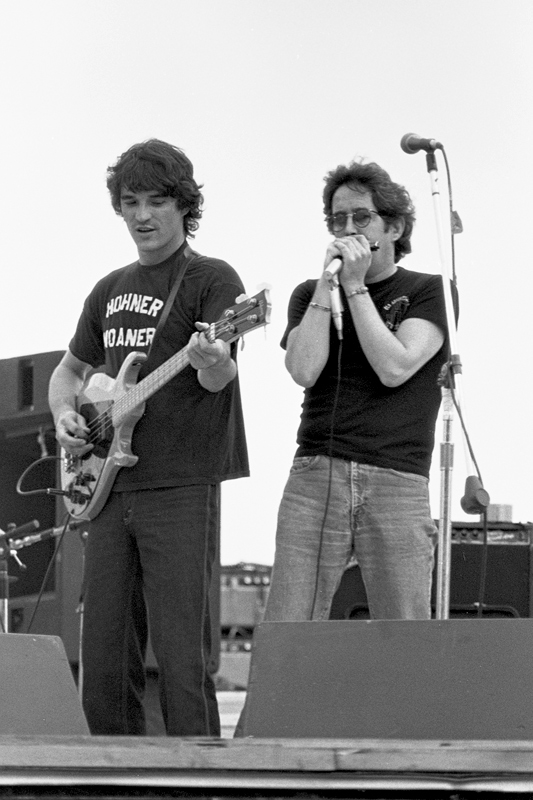
Rick Danko con Paul Butterfield en 1979.

Después de The Last Waltz, el concierto de despedida de The Band en noviembre de 1976, Danko firmó un contrato discográfico con Arista Records, convirtiéndolo en el primer miembro del grupo en grabar un disco en solitario. Rick Danko, publicado en 1977, incluyó la colaboración de sus excompañeros de grupo, así como la participación de músicos como Ronnie Wood, Eric Clapton, Doug Sahm y su hermano Terry. Grabado en los Shangri-La Studios propiedad de The Band, Rick Danko obtuvo unas ventas pobres que llevaron a Arista a finiquitar su contrato antes de publicar su segundo disco, inédito hasta el lanzamiento de Cryin' Heart Blues en 2005.
A comienzos de 1979, Danko actuó como telonero de Boz Scaggs y salió de gira con Paul Butterfield y Blondie Chaplin como The Danko/Butterfield Band. Entre 1983 y 1999, Danko alternó su trabajo en la versión reformada de The Band, que incluyó a Levon Helm, Garth Hudson y a Jim Weider, con una carrera en solitario y colaboraciones con otros artistas como Eric Andersen y Jonas Fjeld en el grupo Danko/Fjeld/Andersen.
En 1984, Danko se unió a miembros de The Byrds, Flying Burrito Brothers y otros artistas en una compañía itinerante llamada The Byrds Twenty-Year Celebration. Varios miembros del grupo tocaron canciones en solitario antes de empezar el concierto, entre ellos, Danko, quien tocó «Mystery Train». En 1989, formó parte de Ringo Starr & His All-Starr Band junto a Helm y Hudson.
En julio de 1990, Danko también cantó las canciones «Comfortably Numb» y «Mother» en el concierto de Roger Waters The Wall - Live in Berlin. También grabó demos y apareció como artista invitado en varios trabajos de otros músicos durante la década de 1980 y de 1990. En 1997 publicó Rick Danko in Concert, y dos años después Live on Breeze Hill. 
Durante la década de 1990, Danko grabó con The Band grabó tres discos, Jericho, High on the Hog y Jubilation, y dos trabajos con Fjeld y Andersen, Danko/Fjeld/Andersen y Ridin' on the Blinds.

## Muerte y tributos

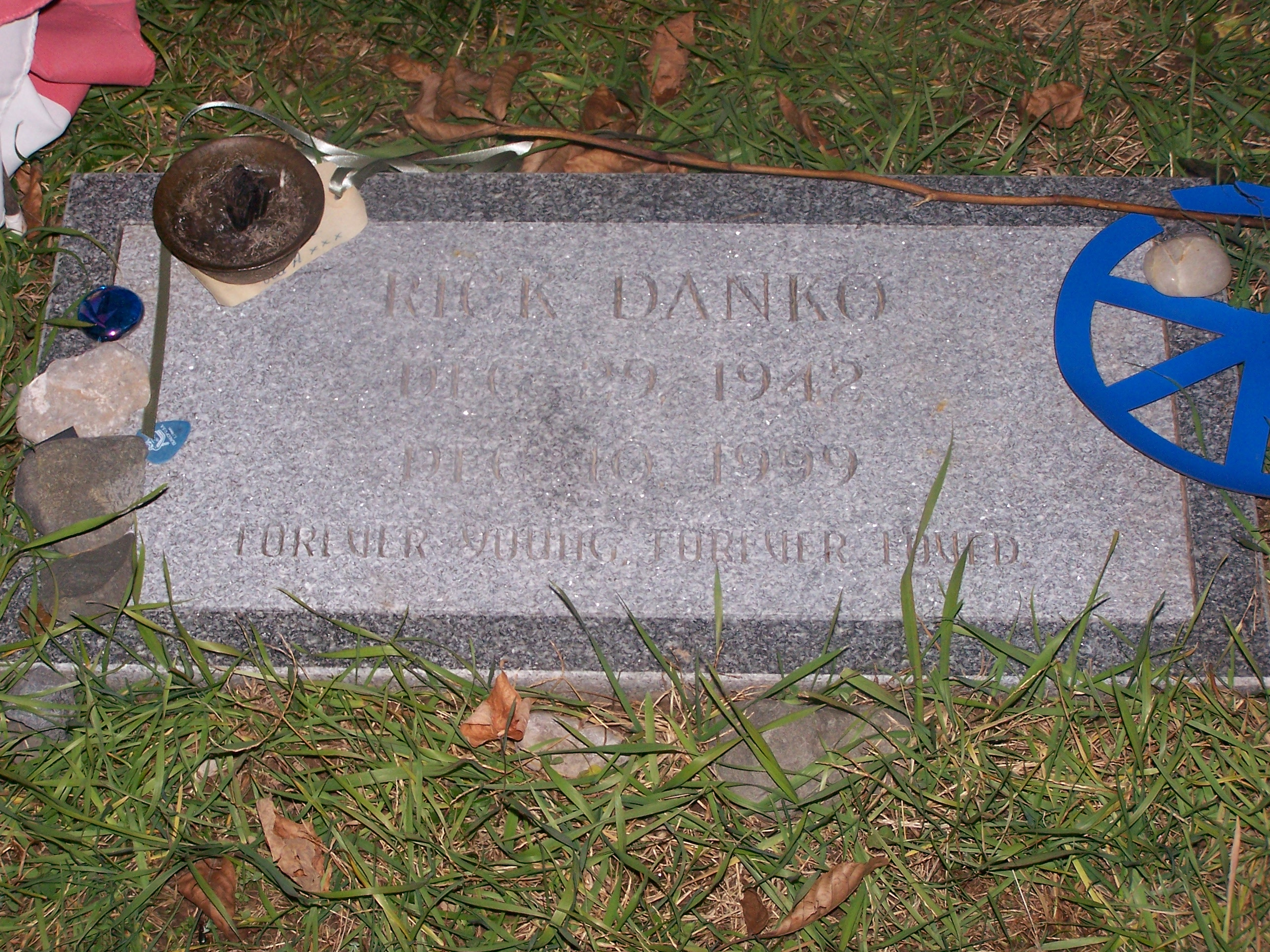
Tumba de Rick Danko en el cementerio de Woodstock.

El 10 de diciembre de 1999, días después de terminar una breve gira que incluyó dos conciertos en el área de Chicago y un último en Ann Arbor (Míchigan), Danko falleció mientras dormía en su hogar de Marbletown (Nueva York), cerca de Woodstock, debido a un fallo cardíaco. Rick fue enterrado al lado de Eli, hijo de su primer matrimonio, que falleció en 1989 con dieciocho años. La esposa de Rick, Elizabeth, falleció en 2013.
En 2004, el grupo Drive-By Tuckers publicó la canción «Danko/Manuel» en el álbum The Dirty South. Según el grupo: «En un principio, Jason Isbell trató de contar la historia de Rick Danko, Richard Manuel y la desaparición de The Band, pero el alcance del concepto era demasiado difícil para hacer justicia a su historia, y en su lugar se desplazó el concepto a otro contando la vida de un músico a través de los ojos y acciones de Danko y Manuel». El mismo año, Steve Forbert publicó «Wild as the Wind (A Tribute to Rick Danko)» en el álbum Just Like There's Nothin' to It.
Tras el fallecimiento de Levon Helm en 2012, Laurence Mackin de Irish Times escribió: «Junto con el bajista Rick Danko, Helm formó una de las mejores secciones rítmicas y una alianza que formó la columna vertebral de The Band. En Danko, [Helm] tenía el músico complementario perfecto, uno de los mejores bajistas y una de las almas más apacibles. Su música era sutil, su instinto para la nota correcta inquebrantable - podía tocar un compás en cuatro compases. Su intensa y sutil conversación rítmica trajo forma y distinción a la música de The Band, y le dio alma y corazón».

## Discografía
| Con The Band - 1968: Music from Big Pink - 1969: The Band - 1970: Stage Fright - 1971: Cahoots - 1972: Rock of Ages - 1973: Moondog Matinee - 1974: Before the Flood - 1975: Northern Lights - Southern Cross - 1975: The Basement Tapes - 1977: Islands - 1978: The Last Waltz - 1993: Jericho - 1996: High on the Hog - 1998: Jubilation | En solitario - 1977: Rick Danko - 1997: Rick Danko in Concert - 1999: Live on Breeze Hill - 2000: Times Like These - 2005: Cryin' Heart Blues Con Danko/Fjeld/Andersen - 1991: Danko/Fjeld/Andersen - 1994: Ridin' on the Blinds |